# Швеция на зимних Олимпийских играх 1992
Швеция принимала участие в Зимних Олимпийских играх 1992 года в Альбертвиле (Франция) в шестнадцатый раз за свою историю, и завоевала одну золотую и три бронзовые медали. Сборную страны представляли 17 женщин.

## 01!Золото
- Горнолыжный спорт, женщины - Пернилла Виберг.

## 03!Бронза
- Биатлон, 20 км, мужчины - Микаэль Лёфгрен.
- Биатлон, 4х7,5 км, эстафета, мужчины - Leif Andersson, Ulf Johansson, Микаэль Лёфгрен и Tord Wiksten.
- Лыжные гонки, 10 км, мужчины - Кристер Майбекк.

## Состав и результаты олимпийской сборной Швеции

#### Горнолыжный спорт
Спортсменов — 1
| Соревнование      | Спортсмены         | Скоростной спуск/ 1 спуск | Слалом/ 2 спуск | Всего   | Место |
| ----------------- | ------------------ | ------------------------- | --------------- | ------- | ----- |
| Гигантский слалом | Кристина Андерссон | 1:07,53                   | 1:07,70         | 2:15,23 | 10    |
| Слалом            | Кристина Андерссон | 48,76                     | 46,19           | 1:34,95 | 11    |